# BMW E9
BMW E9 — це дводверні спорткупе в лінійці BMW New Six, що випускалися з 1968 по 1975 паралельно з чотиридверними седанами BMW E3.

## Опис

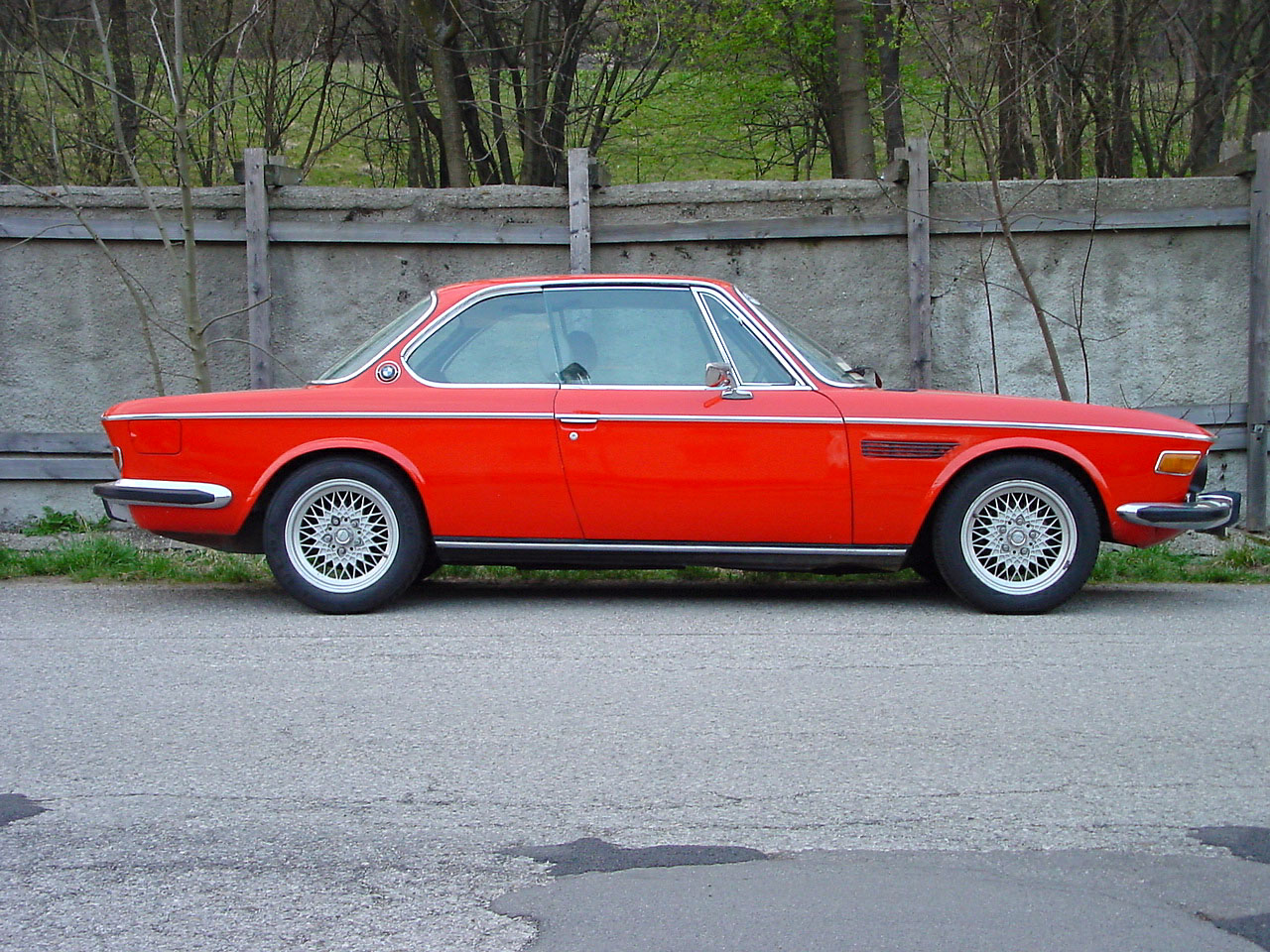
BMW 3.0 CSi

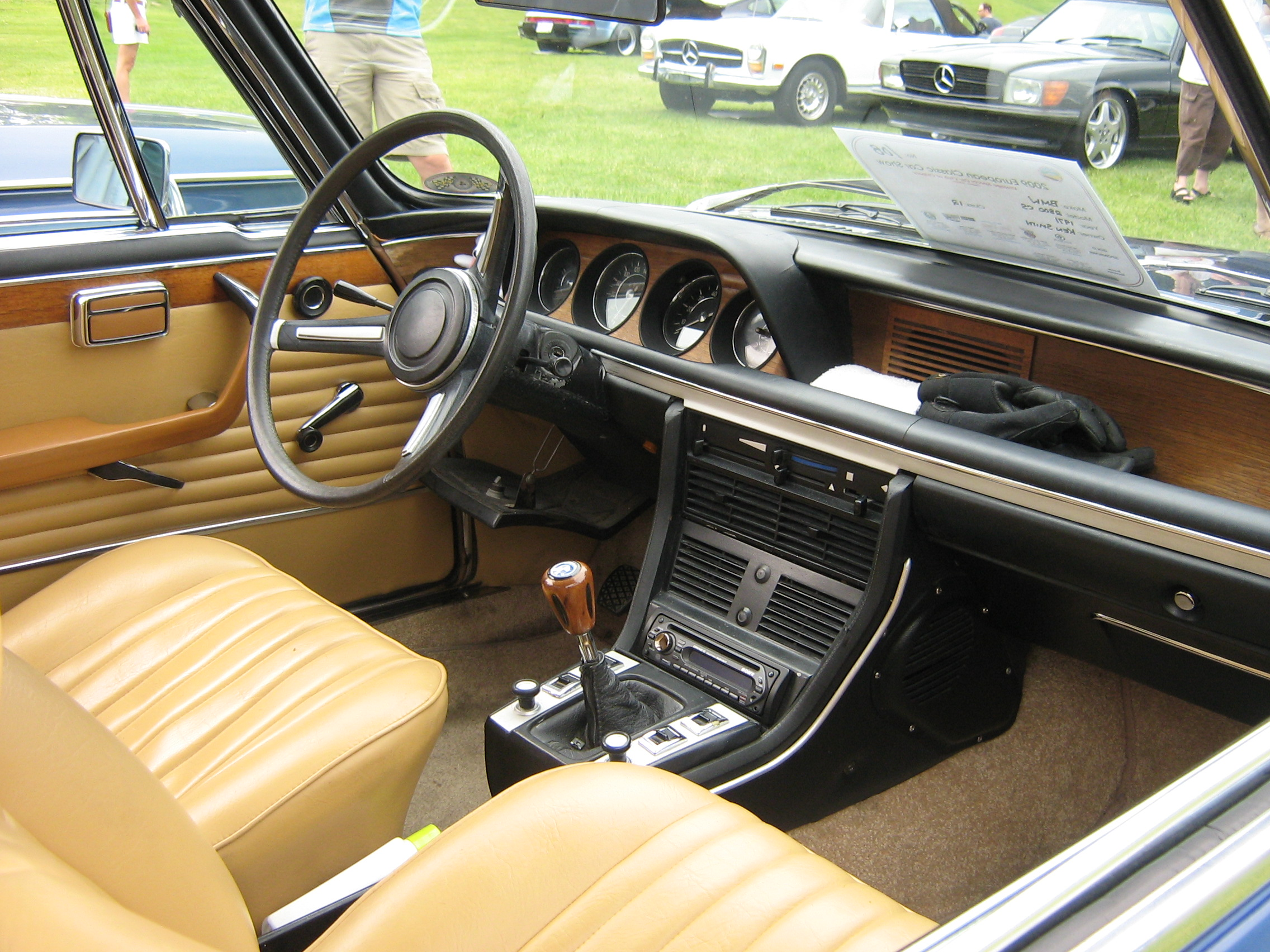
BMW 2800 CS

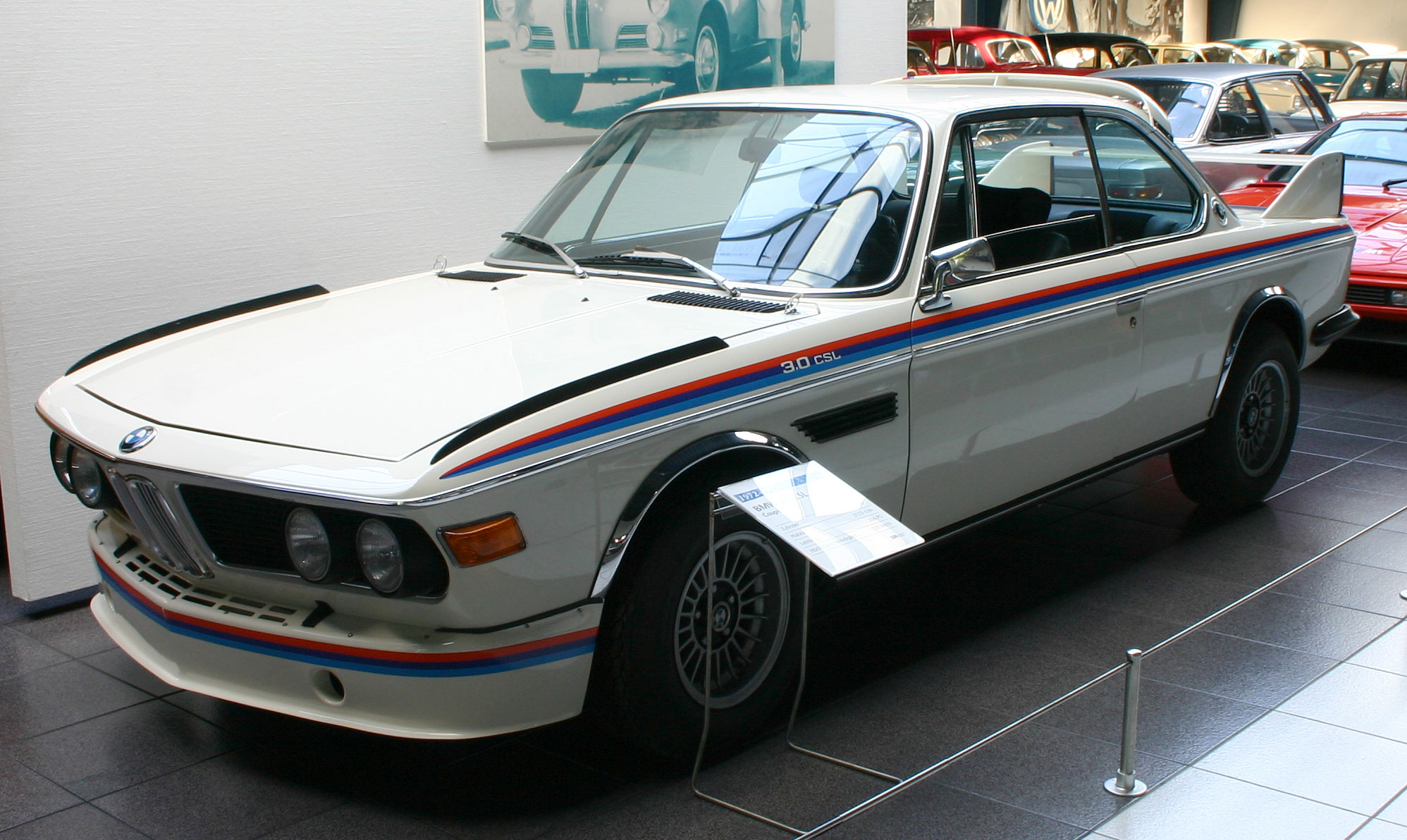
BMW 3.0 CSL

Спереду купе виглядало так само як седан Е3, а ззаду було схоже на свого попередника 2000CS. 
Вони оснащувалися рядним 6-циліндровим двигуном BMW M30 з об'ємом 2.5, 2.8 та 3.0 літри в «дорожних» версіях, і зі збільшеним об'ємом в гоночних. 
Гоночні моделі успішно брали участь в перегонах. Їх конкурентами були Porsche 911 та Ford Capri.
Моделі CSL — мають високу колекційну вартість в наш час.

## Моделі
- BMW  2.5CS: 150 к.с. Випущені через паливну кризу в малій кількості (874) з 1974 по 1975
- BMW 2800CS: 170 к.с. 3 1968 по квітень 1971 випущено 9.399 екземплярів
- BMW 3.0CS: 180 к.с. Використовувалися подвійні карбюратори Zenith 35/40 INAT
- BMW 3.0CSi: З деякими модифікаціями, включаючи збільшену ступінь стиснення, та електронну систему впорску палива Bosch D-Jetronic, модель 3.0CSi розвивала небачену потужність у 200 к.с. (149.1 кВт), з максимальною швидкістю 220 км/год і розгоном від 0 до 100 км/год за 7,7 секунд. З 1971 по 1975 роки випущено 8.144 екземпляри
- BMW 3.0CSL: Модель 3.0CSL була першим проектом відділення BMW M і випущена для омологації в перегонах. Спочатку автомобіль був просто полегшеною версією купе 3.0. Його маса становила 1.165 кг, а розгін від 0 до 100 км/год тривав 7,4 секунди. В серпні 1972 була випущена модель 3.0CSL з електронною системою впорску палива Bosch D-Jetronic, яка мала потужність 200 к.с. і розгінну динаміку від 0 до 100 км/год за 6,9 секунди. До серпня 1973 було випущено 939 екземплярів цієї моделі. Найпотужніша «дорожна» версія 3.0CSL, що випускалася з липня 1973 по листопад 1975, мала двигун об'ємом 3153 см3 та розвивала потужність 206 «коней». Спеціальні гоночні моделі мали двигуни об'ємом 3.2-літри (340 к.с./253.5 кВт) та 3.5-літри (430 к.с.) і спеціальні аеродинамічні пакети за які ці моделі називали «Бетмобілями».

## Двигуни
| Модель  | Об'єм    | Потужність        | Крутний момент        | Роки випуску |
| 2.5 CS  | 2492 см³ | 110 kW (150 к.с.) | 215 Нм при 3700 об/хв | 1974–75      |
| 2800 CS | 2788 см³ | 125 kW (170 к.с.) | 240 Нм при 3700 об/хв | 1968–71      |
| 3,0 CS  | 2985 см³ | 132 kW (180 к.с.) | 260 Нм при 3700 об/хв | 1971–75      |
| 3,0 CSi | 2985 см³ | 147 kW (200 к.с.) | 277 Нм при 4300 об/хв | 1971–75      |
| 3,0 CSL | 2985 см³ | 132 kW (180 к.с.) | 260 Нм при 3700 об/хв | 1971–72      |
| 3,0 CSL | 3003 см³ | 147 kW (200 к.с.) | 277 Нм при 4300 об/хв | 1972–73      |
| 3,0 CSL | 3153 см³ | 151 kW (206 к.с.) | 277 Нм при 4300 об/хв | 1973–75      |

## Вироблено
| Модель/рік   | 1968 | 1969 | 1970 | 1971 | 1972 | 1973 | 1974 | 1975 | Всього |
| ------------ | ---- | ---- | ---- | ---- | ---- | ---- | ---- | ---- | ------ |
| 2800 CS      | 138  | 2534 | 3335 | 276  |      |      |      |      | 6283   |
| 2800 CSA     |      | 787  | 1089 | 73   |      |      |      |      | 1949   |
| 3.0 CS       |      |      |      | 1974 | 1172 | 779  | 267  | 263  | 4455   |
| 3.0 CSA      |      |      |      | 520  | 1215 | 1169 | 355  | 408  | 3667   |
| 3.0 CSi      |      |      |      | 1061 | 2999 | 2741 | 579  | 555  | 7935   |
| 3.0 CSiA     |      |      |      |      | 2    |      |      |      | 2      |
| 3.0 CSi RHD  |      |      |      |      |      | 66   | 128  | 13   | 207    |
| 3.0 CSiA RHD |      |      |      |      |      | 69   | 139  | 7    | 215    |
| 3.0 CSL      |      |      |      | 169  | 252  | 287  | 40   | 17   | 765    |
| 3.0 CSL RHD  |      |      |      |      | 349  | 151  |      |      | 500    |
| 2.5 CS       |      |      |      |      |      |      | 272  | 328  | 600    |
| 2.5 CSA      |      |      |      |      |      |      | 101  | 143  | 244    |
| 2800 CS USA  |      | 43   | 415  | 183  |      |      |      |      | 641    |
| 2800 CSA USA |      | 36   | 403  | 87   |      |      |      |      | 526    |
| 3.0 CS USA   |      |      |      | 132  | 411  | 450  | 375  |      | 1368   |
| 3.0 CSA USA  |      |      |      | 60   | 377  | 314  | 438  |      | 1189   |
| Всього E9    | 138  | 3400 | 5242 | 4535 | 6777 | 6026 | 2694 | 1734 | 30,546 |